# Гуакари
Гуакари (исп. Guacarí) — город и муниципалитет на западе Колумбии, на территории департамента Валье-дель-Каука. Входит в состав Центрального субрегиона.

## История
Поселение, из которого позднее вырос город, было основано 20 ноября 1570 года. Муниципалитет Гуакари был выделен в отдельную административную единицу в 1864 году.

## Географическое положение

Муниципалитет Гуакари

Город расположен на юге центральной части департамента, в предгорьях Центральной Кордильеры, к востоку от реки Каука, на расстоянии приблизительно 33 километров к северо-востоку от города Кали, административного центра департамента. Абсолютная высота — 976 метров над уровнем моря.
Муниципалитет Гуакари граничит на севере с территорией муниципалитета Буга, на востоке и юго-востоке — с муниципалитетом Хинебра, на юго-западе — с муниципалитетом Эль-Серрито, на западе — с муниципалитетом Йотоко. Площадь муниципалитета составляет 167 км².

## Население
По данным Национального административного департамента статистики Колумбии, совокупная численность населения города и муниципалитета в 2015 году составляла 34 522 человека.
Динамика численности населения муниципалитета по годам:
| 2005   | 2006   | 2007   | 2008   | 2009   | 2010   | 2011   | 2012   | 2013   | 2014   | 2015   |
| ------ | ------ | ------ | ------ | ------ | ------ | ------ | ------ | ------ | ------ | ------ |
| 31 802 | 32 032 | 32 299 | 32 563 | 32 834 | 33 112 | 33 388 | 33 665 | 33 953 | 34 230 | 34 522 |

Согласно данным переписи 2005 года мужчины составляли 49,1 % от населения Гуакари, женщины — соответственно 50,9 %. В расовом отношении белые и метисы составляли 80,9 % от населения города; негры, мулаты и райсальцы — 18,9 %; индейцы — 0,2 %.
Уровень грамотности среди всего населения составлял 91,9 %.

## Экономика
54,4 % от общего числа городских и муниципальных предприятий составляют предприятия торговой сферы, 36,8 % — предприятия сферы обслуживания, 8,5 % — промышленные предприятия, 0,3 % — предприятия иных отраслей экономики.

## Транспорт
Через город проходит национальное шоссе № 25 (исп. Ruta Nacional 25).